# LG-Baureihe Gp
Die LG-Baureihe Gp war eine Schnellzug-Schlepptenderlokomotive der litauischen Staatsbahn Lietuvos Geležinkeliai (LG). Die Lokomotiven wurden von Škoda in Plzeň entwickelt und gebaut. Bei der LG kamen die Lokomotiven nur kurze Zeit zum Einsatz, der Zweite Weltkrieg und seine Folgen führten dazu, dass die Lokomotiven ab 1945 in der Tschechoslowakei eingesetzt wurden.

## Geschichte
Die sechs bestellten Lokomotiven wurden 1939 fertiggestellt und an die LG ausgeliefert. Diese setzte sie vor ihren Schnellzügen ein, unter anderem dem D 1 Berlin – Eydtkuhnen – Riga zwischen den litauischen Grenzbahnhöfen Virbalis und Joniškis über die damalige litauische Hauptstadt Kaunas und Šiauliai. Bereits 1940 wurde die LG im Zuge der Okkupation Litauens durch die sowjetische Staatsbahn Sowetskije schelesnyje dorogi übernommen. 1941 folgte im Zuge des Unternehmens Barbarossa die Deutsche Reichsbahn. Die durch die deutsche Besatzungsmacht eingerichtete Reichsverkehrsdirektion Riga (RVD Riga) gab die Lokomotiven 1943 an das Bahnbetriebswerk Hamburg-Altona ab. Von dort wurden sie durch die Deutsche Reichsbahn noch im gleichen Jahr an die damaligen Protektoratsbahnen Böhmen und Mähren (BMB-ČMD) verkauft. Diese ordneten sie als 399.001–006 in ihr Schema ein und setzte sie fortan vor allen Zuggattungen ein. Nach Wiederherstellung der Tschechoslowakei 1945 verblieben sie bei den Tschechoslowakischen Staatsbahnen (ČSD).
Die Maschinen waren in den Depots Praha, Děčín und Brno beheimatet. Die Höchstgeschwindigkeit von 130 km/h konnte bei den ČSD nie ausgefahren werden, zudem besaßen die Lokomotiven für die meisten ČSD-Strecken einen zu hohen Achsdruck. Dadurch war ein Einsatz auf den wichtigsten Hauptstrecken des Landes nicht möglich. Aus diesem Grund wurden die Lokomotiven als Splitterbaureihe bis 1969 ausgemustert.
Als 1000. gebaute Lokomotive von Škoda blieb die Lokomotive 399.005 im Lokomotivdepot Bratislava Vychod erhalten. 2014 wurde mit einer Reaktivierung der Maschine begonnen.